# ایوان فرانسن
ایوان فرانسن (انگلیسی:Yvonne Franssen) یک تکواندوکار کانادایی است.
او در مسابقات قهرمانی تکواندو جهان ۱۹۸۹، در سئول، پس از شکست در مقابل یونگ وان-سوک در بازی نهایی، مدال نقره را در کلاس سنگین‌وزن بدست آورد. در مسابقات جهانی تکواندو در سال ۱۹۹۱ هم پس از شکست در مقابل لینت لاو در بازی نهایی، در کلاس سنگین‌وزن مدال نقره گرفت. وی در مسابقات قهرمانی تکواندو پان امریکن در سال ۱۹۹۲ مدال طلا، در سال ۱۹۹۰ مدال نقره و در سال ۱۹۸۸ مدال برنز دریافت کرد.